# Raymond Bellot
Pour les articles homonymes, voir Bellot.
Raymond Bellot est un footballeur français né le 9 juin 1929 à Alfortville et mort le 24 février 2019, à Nantes. Il est milieu de terrain à l'AS Monaco et au Stade français. 
Il a été sélectionné pour la Coupe du monde 1958 avec la France mais n'a cependant joué aucun match avec les bleus au cours de sa carrière.

## Carrière de joueur
- 1950-1953 : RC Paris (52 matchs et 0 but en division 1)
- 1953-1955 : Toulouse FC (58 matchs et 10 buts en division 1)
- 1955-1958 : AS Monaco (89 matchs et 9 buts en division 1)
- 1959-1964 : Stade français (139 matchs et 6 buts en division 1)[4]

Total : 338 matchs et 25 buts en division 1.

## Palmarès
- Troisième de la Coupe du monde 1958 avec la France